# Bongos (singolo)
Bongos è un singolo della rapper statunitense Cardi B, pubblicato l'8 settembre 2023.
Il brano vede la partecipazione della rapper statunitense Megan Thee Stallion.

## Promozione
Le due rapper hanno eseguito Bongos per la prima volta dal vivo in occasione degli MTV Video Music Awards, tenutisi il 12 settembre 2023.

## Video musicale
Il video, diretto da Tanja Muïn'o, è stato reso disponibile in concomitanza con l'uscita del brano attraverso il canale YouTube della rapper.

## Tracce
Testi e musiche di Belcalis Almánzar, Megan Pete, Breyan Isaac, Donny Flores, Chaniah Kelley, Carlos Londono, James D. Steed e Jordan Thorpe.
CD, download digitale, streaming
1. Bongos (feat. Megan Thee Stallion) – 2:55

Download digitale, streaming – Bongos: The Pack
1. Bongos (feat. Megan Thee Stallion) (Explicit) – 2:55
2. Bongos (feat. Megan Thee Stallion) (Clean) – 2:55
3. Bongos (feat. Megan Thee Stallion) (Alternate Mix) – 2:31
4. Bongos (feat. Megan Thee Stallion) (Sped Up) – 2:34
5. Bongos (feat. Megan Thee Stallion) (DJ Edit) – 2:47
6. Bongos (feat. Megan Thee Stallion) (Radio Edit) – 2:31
7. Bongos (feat. Megan Thee Stallion) (Instrumental) – 2:55
8. Bongos (feat. Megan Thee Stallion) (Alternate Mix Instrumental) – 2:31

## Formazione
Hanno partecipato alle registrazioni, secondo le note di copertina di Bongos:
- Cardi B – voce
- Megan Thee Stallion – voce aggiuntiva
- Breyan Isaac for the Thirties – produzione
- DJ SwanQo – produzione
- We Good – produzione
- Evan LaRay – ingegneria del suono
- Shawn "Source" Jarrett – ingegneria del suono
- Dominique "Cookisdope" Cook – assistenza all'ingegneria del suono
- Chris "DJ-C-Hi" Weaver – assistenza all'ingegneria del suono
- Maysin Sexton – assistenza all'ingegneria del suono
- Morning Estrada – assistenza all'ingegneria del suono
- Colin Leonard – mastering
- Leslie Brathwaite – missaggio

## Classifiche
| Classifica (2023) | Posizione massima |
| ----------------- | ----------------- |
| Canada            | 43                |
| Irlanda           | 64                |
| Lituania          | 12                |
| Regno Unito       | 35                |
| Stati Uniti       | 14                |

## Date di pubblicazione
| Paese  | Data             | Formato                          | Etichetta    | Nota          |
| ------ | ---------------- | -------------------------------- | ------------ | ------------- |
| Mondo  | 8 settembre 2023 | CD, download digitale, streaming | Atlantic     | [ 10 ] [ 11 ] |
| Italia | 8 settembre 2023 | Contemporary hit radio           | Warner Italy | [ 12 ]        |
| Mondo  | 5 gennaio 2024   | 12"                              | Atlantic     | [ 13 ]        |